# Vĩnh Yên, Vĩnh Lộc
Vĩnh Yên là một xã thuộc huyện Vĩnh Lộc, tỉnh Thanh Hóa, Việt Nam.
Xã Vĩnh Yên có diện tích 8,40 km², dân số năm 1999 là 6.132 người, mật độ dân số đạt 730 người/km².